# 剥製

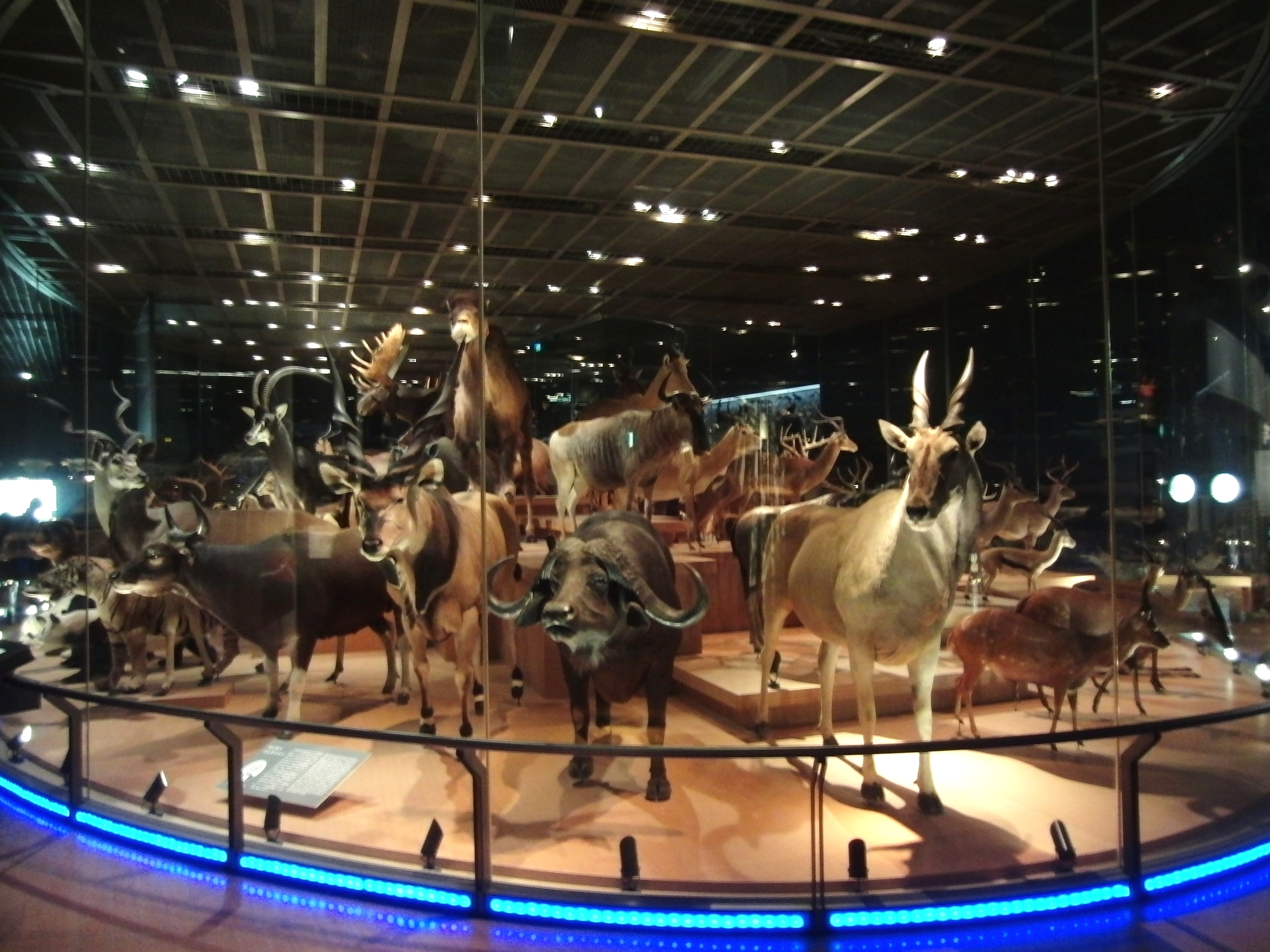
大型哺乳類の剥製標本群（国立科学博物館）

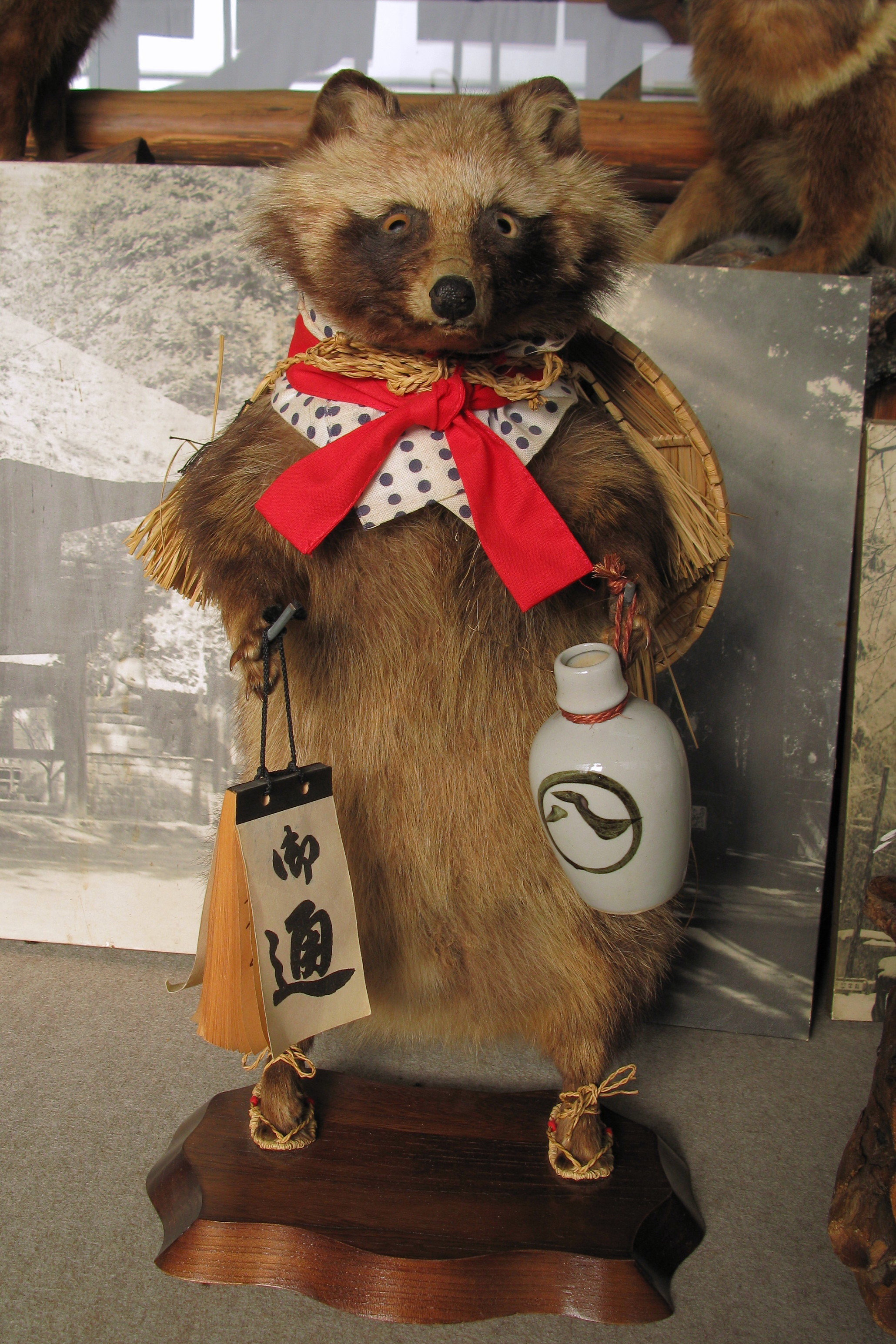
タヌキの剥製（草鞋を履いて立っている）。分福茶釜の伝承がある群馬県館林市・茂林寺にて

剥製（はくせい、剝製、英: Taxidermy）とは、学術研究・展示、鑑賞を目的とした動物標本作製技術の一種。
あるいは技術によって標本にされた動物個体のことを言う。

## 概要

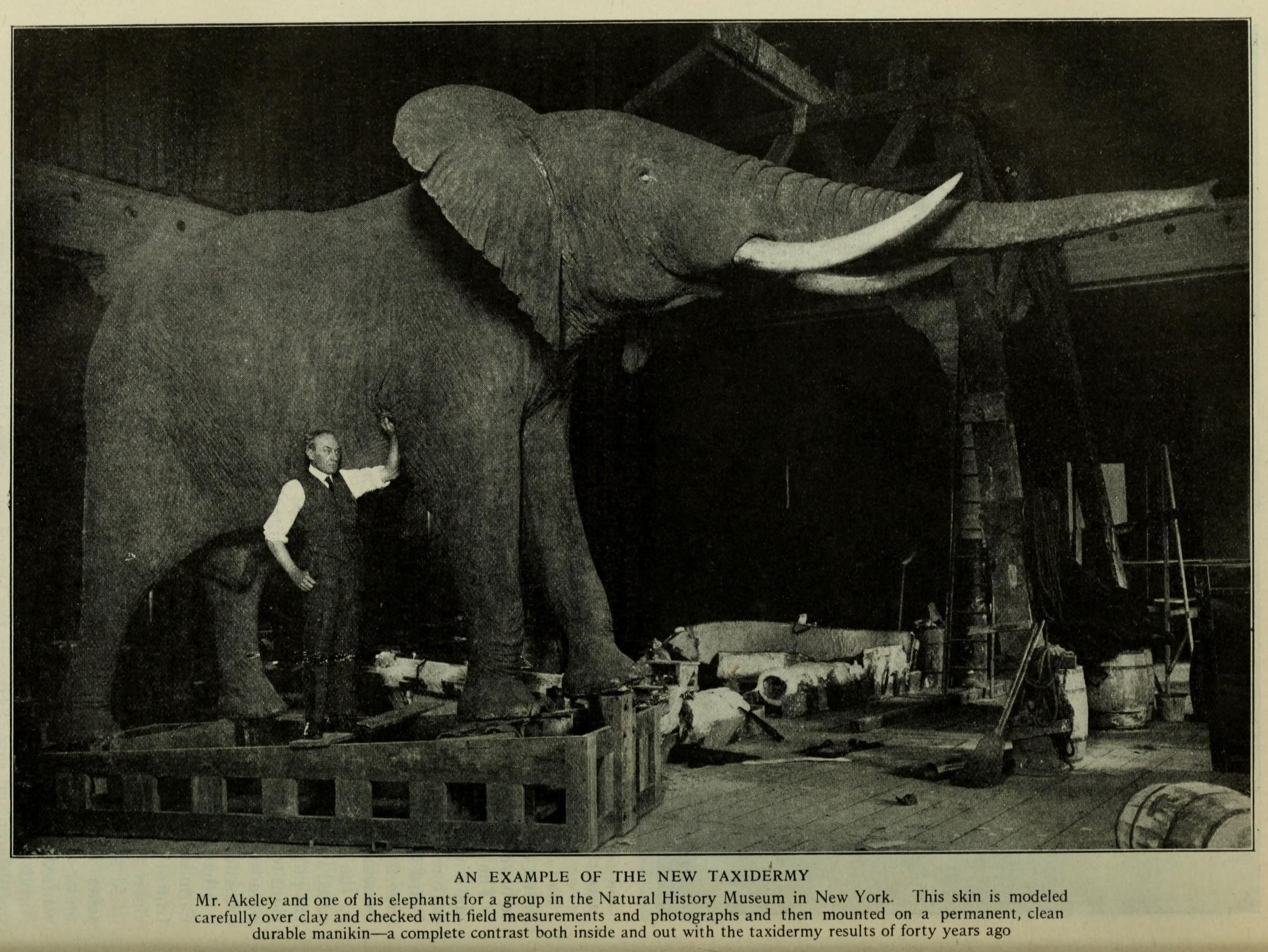
近代剥製の父と言われるカール・アケリー（:en:Carl Akeley）と彼が手掛けた象の剥製。1920年。それまでの剥製は毛皮に詰め物をするだけであったが、アケリーは自身で狩りもし、写真撮影、採寸測定などもして実物の生態を反映した剥製を作った。

死亡した動物の表皮を剥がして防腐処理を施し、除去した内容物の構造の代替として損充材を詰め、標本生存時の外観形態にほぼ近い状態で保存する動物標本技術の一種である。
剥製技術は、標本外観の長期間の保存を目的としたものであり、適正に施術を施された剥製標本は、自然環境下でも数十年単位、博物館・資料館などの保存施設が整った環境下においては数百年単位での保存が可能とされている。
一般的な剥製技術の方法においては、剥製標本にする動物個体に対して、内臓系・神経系・筋肉系の全て、ならびに骨格の大部分を除去し、腐敗防止のため皮革および残存した骨格になめしなどの防腐処理を施し、除去物（内臓・脳などの神経・筋肉・一部の骨格）に対して損充材（ボディ）を詰めて外観を整える。
損充材には、過去には脱脂綿・ゴム・木屑などの天然繊維や天然樹脂が用いられてきたが、近年では形態の安定・防腐や劣化防止の観点から、グラスファイバー・ポリウレタン・発泡スチロールなどの合成繊維・合成樹脂を用いることが多い。
骨格の大部分は除去されることがほとんどであるが、外観の頭部・尾部・足部手指部（爪などと緊密に構成されていることが多い）など構成要素となる頭蓋骨・尾骨・手指の細骨などについては、まま保持（筋系・神経系については除去）して剥製標本内に利用されることが多い。
剥製技術の対象としては、主に脊椎動物に対してこれを用い、特に哺乳類、鳥類、爬虫類に対して多く用いられるが、両生類や魚類などに対してもこの手法を用いることがある。
脊椎動物以外に対しては、イセエビ類などの甲殻類や、昆虫類にこの剥製手法が用いられることもあるともされるが、甲殻類、昆虫類の中では甲虫類は極めて強固な外骨格を持ち、外骨格内の内容物を全て除去して外骨格に防腐処理を施せば極めて容易に形態保存が可能であり、そもそも外骨格は「皮」ではないことから、甲殻類や甲虫類に対するそれは、厳密には剥製技術とは呼ばないことも多い。
また、近年においては、動物の外観保存技術としてフリーズドライ技術が多用され、広義の剥製技術の一種として分類されることがあるが、この技術は、剥製技術の定義と言える皮を「剥いで」防腐処理をほどこすという工程を持たないことから、フリーズドライ技術のそれは、厳密には剥製技術とは呼ばないことも多い（次節後述）。

## 種類
剥製の施術の度合いにより、おもに学術研究用の「簡易剥製（仮剥製）」と、展示・鑑賞・装飾用の「本剥製」に大分される。旅行先・狩猟先などで入手した標本対象の死体の内容物を、おおまかに除去する応急施術を「半剥製」と呼ぶことがあるが、「半剥製」という用語は、「本剥製」に対する意味で「簡易剥製（仮剥製）」と同義で用いられることもある。また、近年多用されているフリーズドライ技法を、広義の剥製技術に含めることもある。

### 簡易剥製（仮剥製）

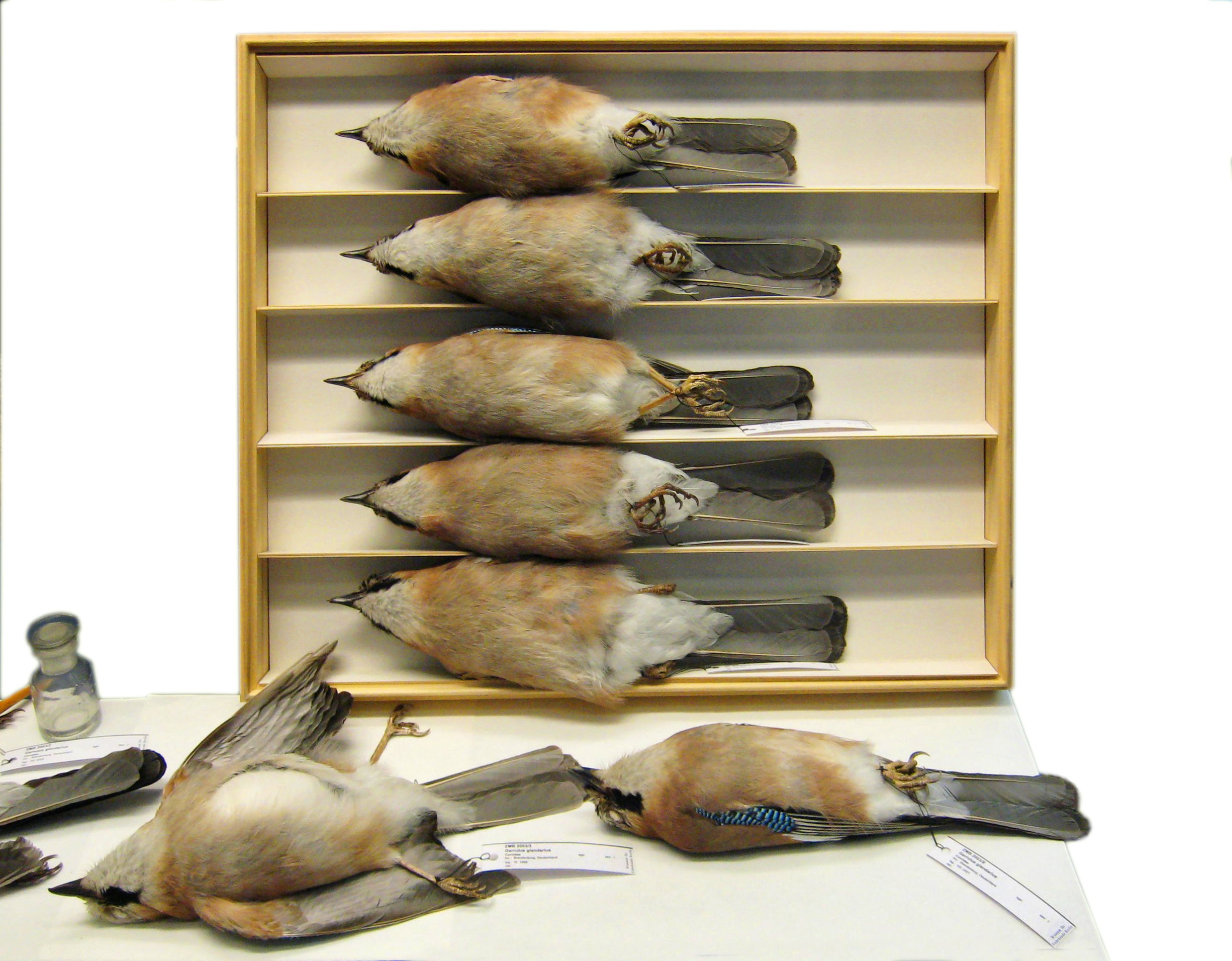
カケスの仮剥製（フンボルト博物館）

単に標本対象の皮を剥がして防腐処理をほどこし、必要最低限の損充材を詰め、皮の切断面を縫い合わせたものを、「簡易剥製(仮剥製)」と呼び、一般的な学究上の標本としてはこれで充分であるとされる。
博物館や大学などの研究機関において、脚指や羽根をこぢんまりとたたみ、人が寝たような姿勢で、展示・鑑賞の要は全く意識されずに保管される。

### 本剥製
標本を展示用・鑑賞用として用いる場合には、簡易剥製に加工を加え、針金などの金属材やグラスファイバーなどの樹脂材を用いて骨格の損充・補強を施し、生存時の外観にほぼ近い安定的な整形を行ったり、あるいは生態を表現したポーズをつけ、眼窩には眼球の損充材として義眼技術を援用したガラス製や樹脂製の玉を入れるなどして更に外観を整える。
また、標本の設置・移動を容易にするために装飾台に据え付けたり、更には昆虫などによる虫害やカビなどの真菌類の増殖を防ぐために、ガラスケースやアクリルケースなどに収容防備されることも多く見られる。
このようにして、展示・鑑賞用に製作されたものを「本剥製」と呼ぶ。

### フリーズドライ（冷凍乾燥）製
古来、マヤ文明以来のチューニョや日本の中世以来の高野豆腐などから見られ現代に発展継承されているフリーズドライ（冷凍乾燥）技術は、もともと食品精製技術であるが、近年ではこれを動物標本の作製技術に援用する例が多く見られ、広義の剥製技術と表現されることがある。
大型動物に対しては有効とは言い難いが、特に小型爬虫類・ネズミ・コウモリなどの緻密微細な体格構成を含む小動物標本において、その躯体バランスや質感を損なわずに保存が可能であるため、すでに欧米や日本などにおいては多用されている。
ただ、この方法は、皮を「剥いで」なめすという工程を持たないため、厳密には剥製技術とは言えない。また、本来の剥製技術において行う内臓系・神経系・筋系の除去は全く行わず、全身を丸ごと冷凍乾燥する技法であるため、標本完成後には防湿や虫害・カビ害による劣化を防ぐために完全に防御されたケースに収納管理する必要がある。

## 目的と利用
剥製標本にされる動物は、主として展示用の標本とされる場合が多い。基本的には生きた状態の姿を再現するものである。また、博物館の展示や学校の理科室の標本なども剥製であることが多い。全身を剥製とする場合もあるが、頭部のみなど、部分だけの剥製もある。

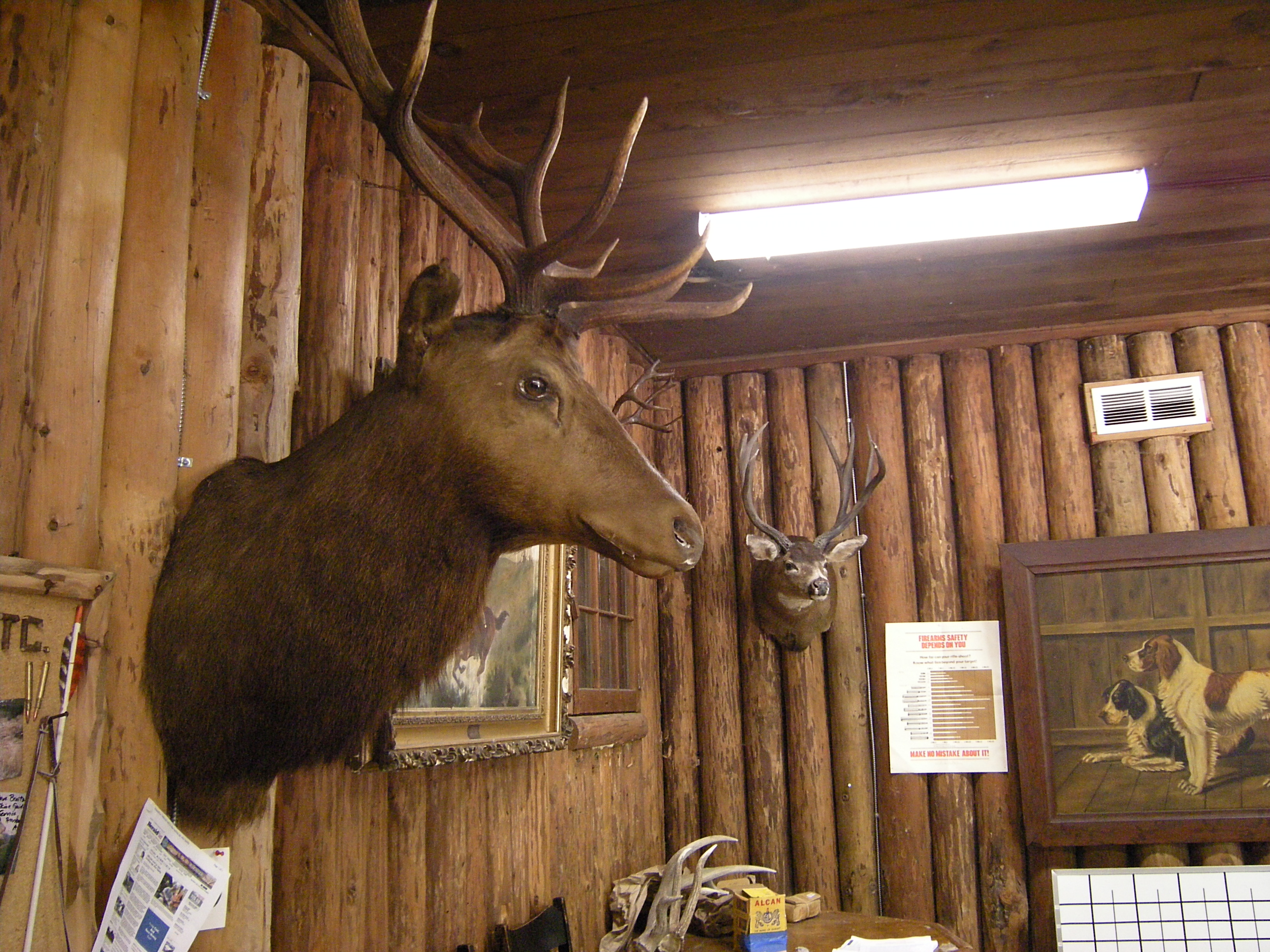
アカシカの頭部の剥製

観賞用の剥製も数多い。ゲームとしての狩猟の場合、獲物を剥製にする例があり、トロフィーと呼ばれた。シカの頭部などは装飾用に剥製にされ壁に掛けて飾った。日本では、ウミガメや猛禽類の剥製も古くから貴重視され、装飾用に作られた。猛禽類は床の間に飾られたりしているのが見かけられる。剥製は埃や虫害を避けるためにガラスケースやアクリルケースに入れることが推奨されている。この場合も、生きていたときの様子を再現するのが普通であるが、やや派手なポーズをつけられる傾向がある。なお、日本においては、タヌキはイメージから、立位で手にとっくりや大福帳を持たされたり、服を着せられたりすることが多い。

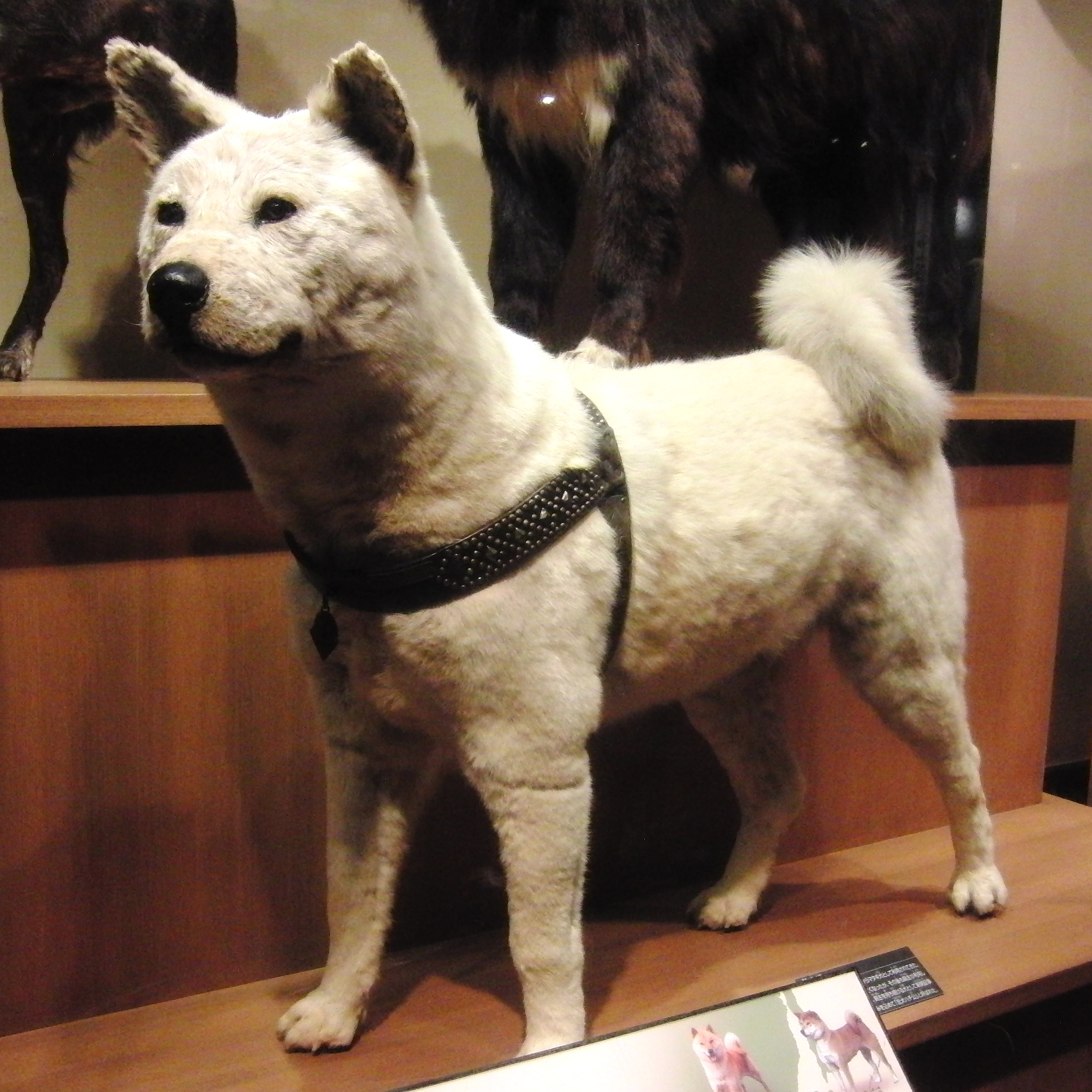
忠犬ハチ公の剥製（国立科学博物館）

上記のような利用目的とは別に、特に生きていたときに名をなした動物を剥製にして保存する場合もある。日本では忠犬ハチ公やタロ・ジロが著名な例として挙げられる。
また、西洋では偉大な成績や功績を残した競走馬や種牡馬の剥製が作られることも多く、日本国内でも北海道浦河町馬事資料館に、1960年代の名種牡馬ヒンドスタンが剥製にされ、心臓と共に展示されている。
剥製は見栄えはよいが、標本としてみた場合、骨格や内臓などの部分が保存されない難点がある。かつてはこのような部分が軽視されたこともあるが、現在ではそのような部分も重視されているといわれており、それらは別個に標本として保存することが多い。同一個体から得られたものであれば、それらはまとめて単一の標本を構成する。
客寄せに、架空の生物に作り替えたりも行われた。剥製のワニは、聖書で邪悪なドラゴンや蛇と関連付けられ、それらを打倒した神の威光を示すために教会に置かれたとされる。また、剥製のワニは歴史のある薬局にもよく置かれた。これは、ヒュギエイアの杯やアスクレピオスの杖に見られるように爬虫類は癒しのシンボルであり、異国の薬も扱っているように見えるために客寄せで置かれた。

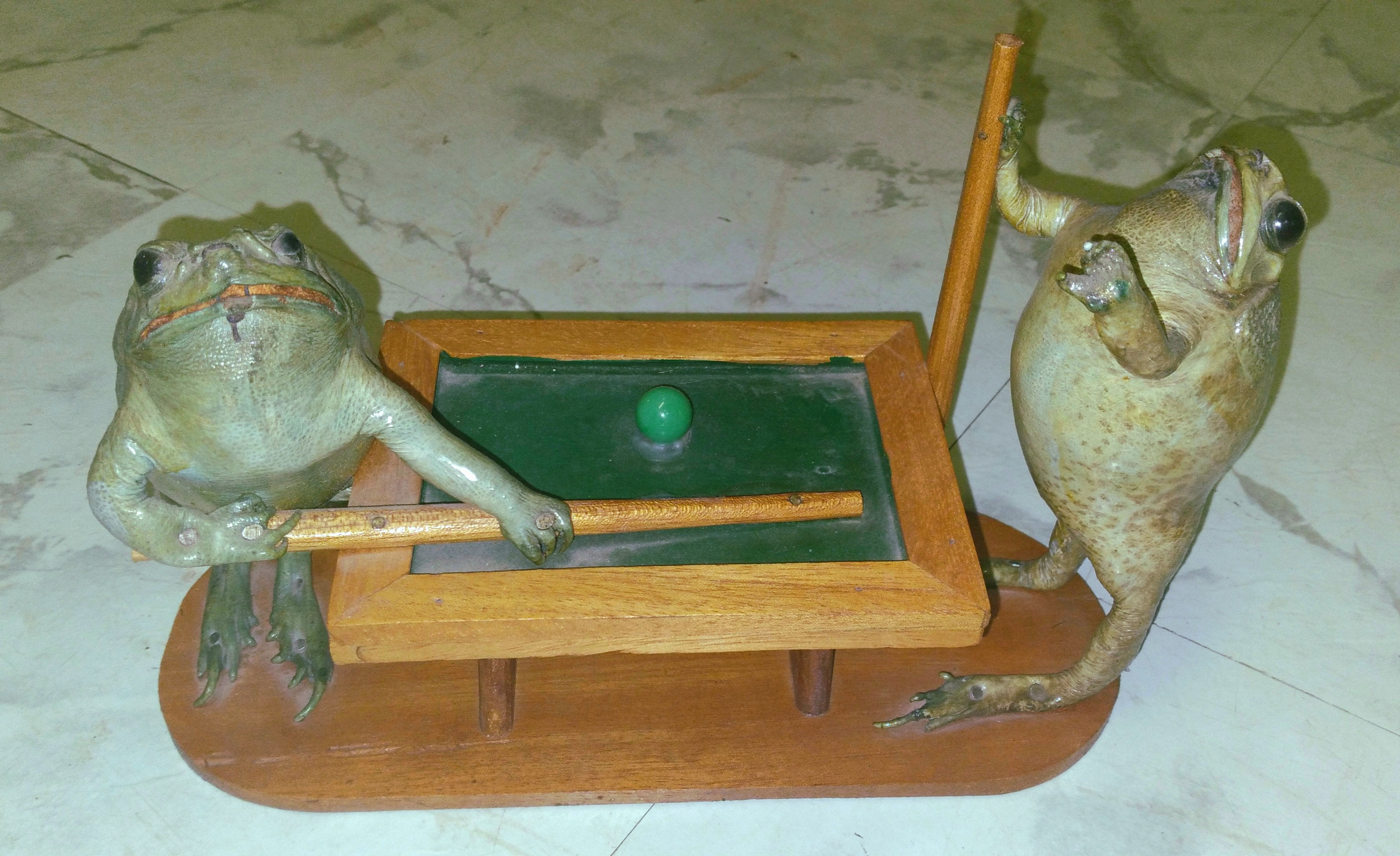
剥製カエルのアート
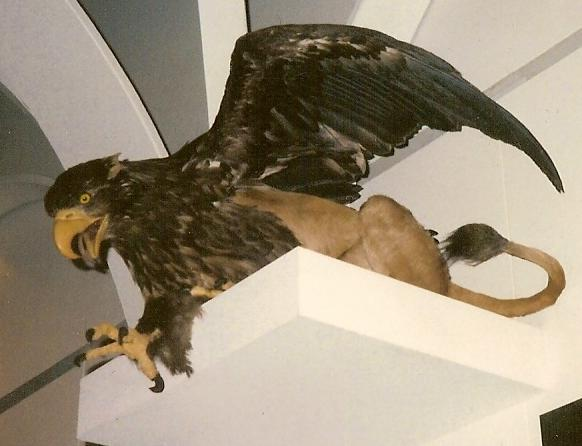
Rogue taxidermyで制作されたグリフォン
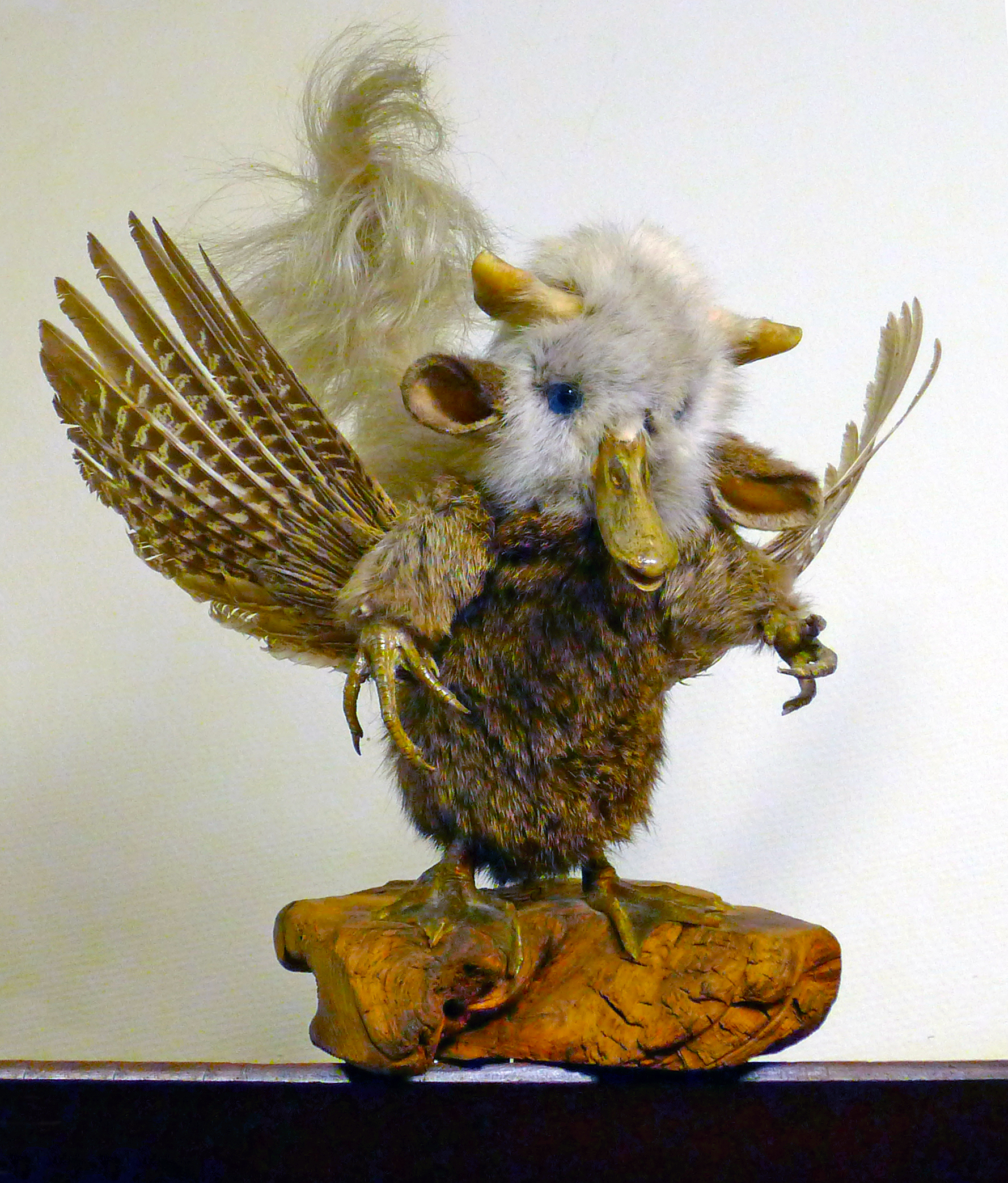
ドイツで生息しているとされた動物ヴォルパーティンガー（英語版）を再現したもの
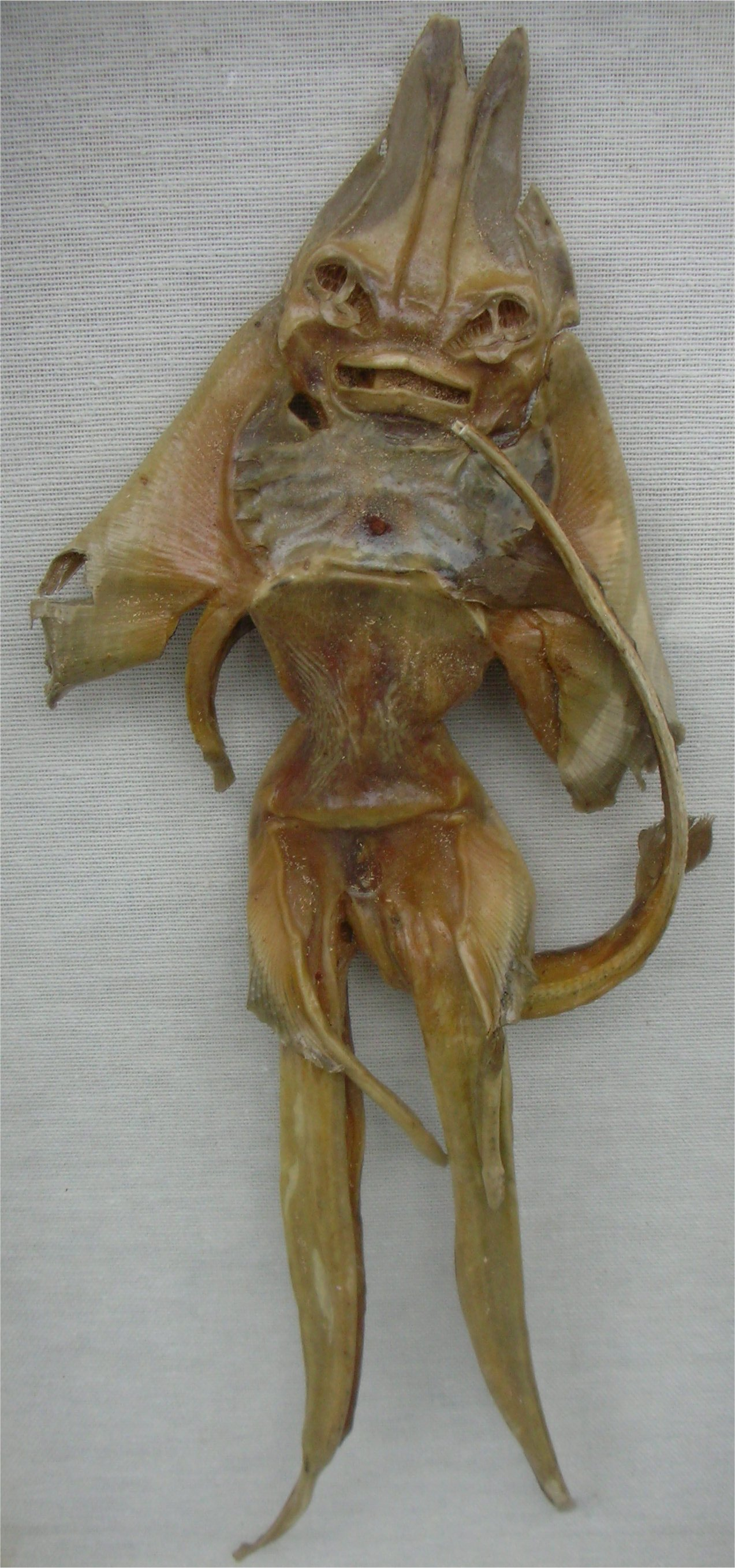
ヨーロッパの海岸沿いの町で作られた架空生物ジェニー・ハニヴァー（Jenny Haniver）
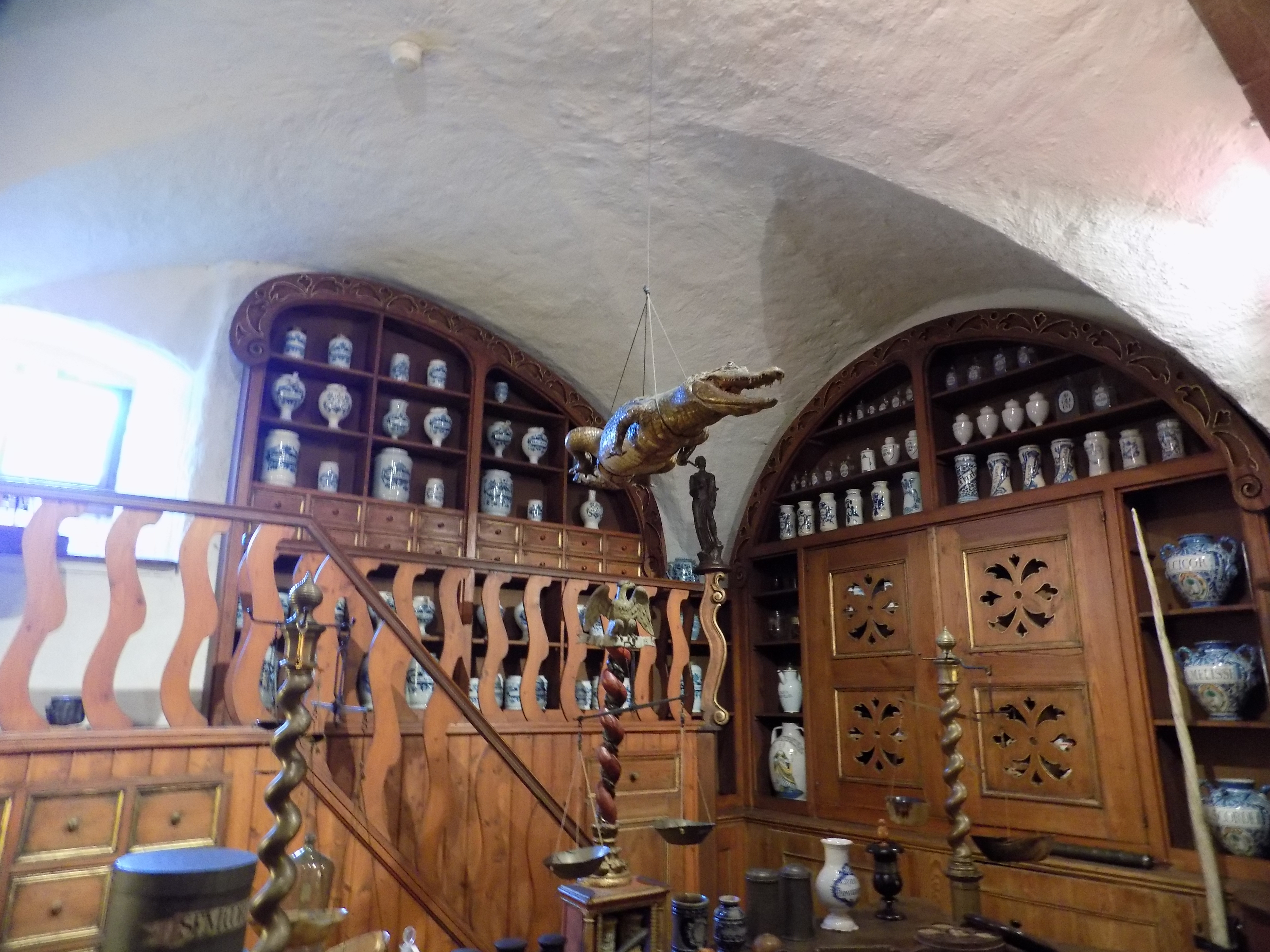
ヨーロッパの薬局によく飾られる客寄せと異国の薬を扱ってるように見せるワニの剥製。

## 標本対象別の技術詳細
明治時代以降の日本における剥製技術者としては、織田信徳、名倉宗次郎、坂本喜一などが知られる。
坂本喜一によれば、剥製のための捕獲は、縄、黐、罠などによるのが傷つかなくてよいが、通常は銃による。屠殺は、麻酔させ、またはウサギ大の動物であれば空気を静脈注射し、または延髄に針を刺して殺す。製作は捕獲直後がよいが、旅行先などでは腐敗防止のために内臓を取り出し、口腔、腹部にアルコール綿または食塩を充填しておく。食塩の場合は溶解防止のために木炭、脱脂綿を詰めて水分を吸収させる。ドライアイスが手配できれば最もよい。研究用の標本としては、小鳥、小獣は内臓を取り出し、清浄し、綿を詰め、アルコールに浸け置けば、長く保存がきくが、しばしば変色するので、「液浸」であることを明記しておく。

### 鳥類

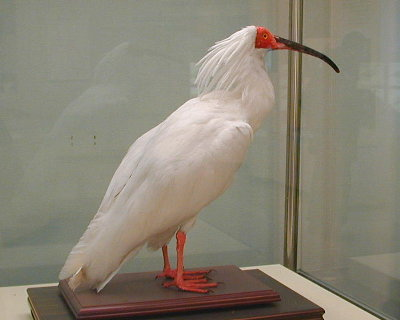
最後の日本産トキ「キン」の剥製（佐渡トキ保護センター）

羽毛に付着した血液は、水脱脂綿を載せておくと綿が血液を吸い取る。その後、海綿か綿に石鹸を付け水で洗い、筆粉または石膏粉で素早く水分を吸収して乾燥させる。脂肪、黐はベンゼン、揮発油などを綿に含まて拭う。家禽は羽虫が多いから、あらかじめ二硫化炭素で燻殺し、あるいは揮発油を霧吹きでかけるか、蚤取り粉をふりかける。製作は死後4、5時間が最もよい。製作前に、全長、翼長、尾長、嘴長、跗蹠長、趾長、爪長などを測定、記載し、採集年月日、採集者、場所、性、老幼、内臓内容などを記録する。虹彩、雞冠、脚などは死後変色するから採集現場で記載する。剥皮には、胸剥、腹剥、および背剥の3法がある。胸剥は最も普通で、腹剥は胸剥よりやや難しいが仮剥製に多用され、腹部切開ののち両脚、尾骨を切断し、上部にむかって剥皮してゆく。背剥はペンギン、ウなど、腹面を正面に向けるものに多用する。腐敗に傾いたものは3～5%ホルマリン、または20～40%アルコールに浸し、収斂したのち剥皮する。仮剥製は学術用標本であるから原型に似せるが、大型鳥類は胴芯を小さくして体を縮小することがある。首や足の長いものは体に沿って折り曲げ、雞冠のあるものは左側を上面に出す。半剥製は骨に仮に麻綿などを巻き、皮膚内面に防腐処理を行なってから、綿または麻綿を詰め、切開部を粗く縫合し、本剥製、仮剥製に仕立て直す時に充填物を除去し、浜砂と少量のナフタリンの混合物に十分に湿気を含ませて皮の内面に入れ、外部にも同様の処置を施し、半日から1日放置すれば皮が生の状態に戻るから改めて標本を作り直す。爪、嘴などは鬢付け油、パラフィン、蝋などを塗って湿りを防ぐ。羽毛の湿りは軟化後、直ちに筆粉などを撒布しできるだけ早く水分を除去する。

### 獣類

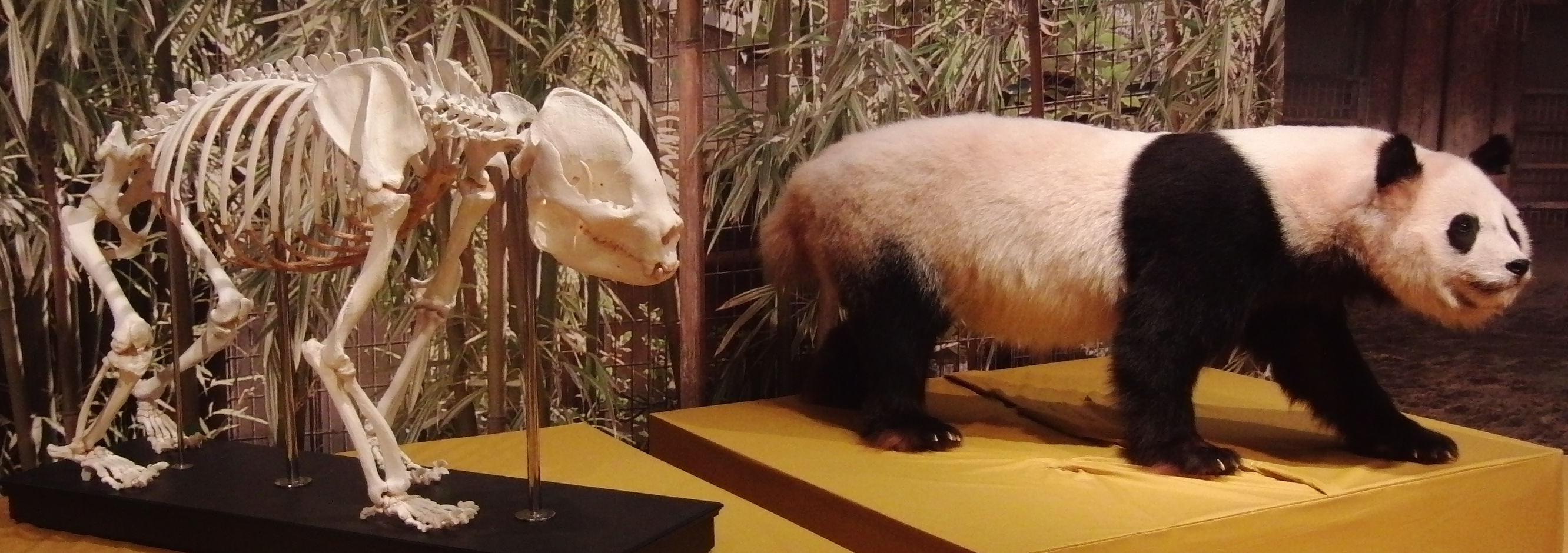
上野動物園で飼育されていたジャイアントパンダ「トントン」の骨格標本と剥製（国立科学博物館の企画展での展示）

鳥類の場合と同じであるが、特殊な技巧が多く要求されるので困難である。家畜、ネズミ、サルなどは病毒の伝染の危険があるため時に二酸化炭素の燻蒸、クレゾール石鹸、フェノールで消毒するか、コロジウム包帯を施すなどの必要がある。測定は小型獣では体長、尾長、耳長、足底の4箇所でよいが、大型では正確な体の寸法が必要であり、顔面その他の肉付きには特に注意する。哺乳類分類学では頭骨が重要であるから学術標本では頭骨を取り出し、別途保存することがある。頸の装飾標本は縫い目の見えないように背面で剥皮し、頸骨と頸座の板とを丈夫な木または鉄ボルトで固定したのち芯を作り皮でおおう。

### 魚類

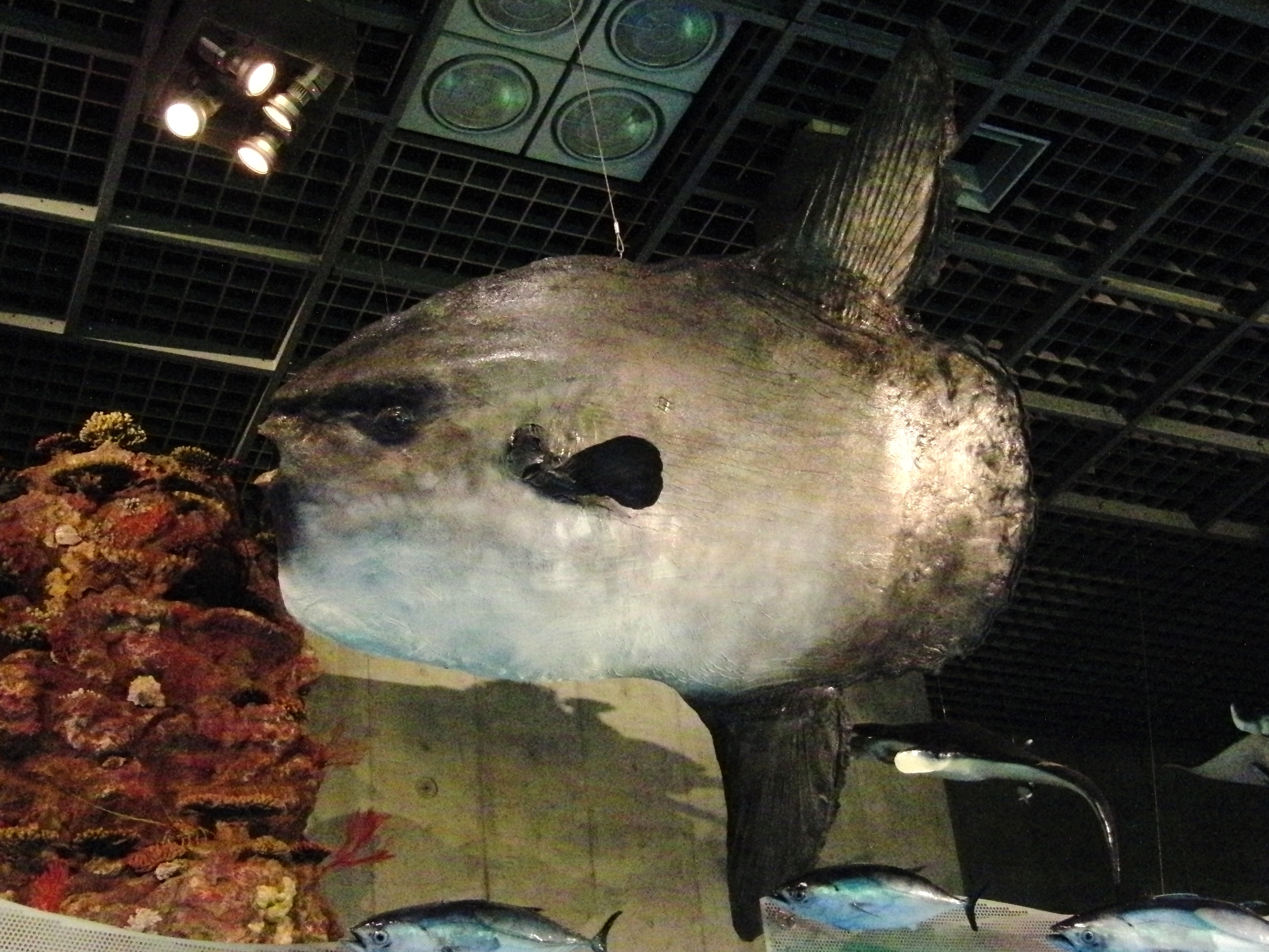
マンボウの剥製（国立科学博物館）

魚類の標本は原則としてホルマリン浸けまたはアルコール浸けであるが、大型のものの場合には一般に剥製にする。体は生の時計測し、鱗片の脱落の虞があるときは30倍くらいのホルマリンに2～3時間浸漬し、皮を剥ぎ、肉を分離し、鰓、眼球、頭の内部の肉などを取り除き、収斂液に2～3時間ないし一両日漬ける。胴芯はキリでやや小さめに作り、頭部、尾部および適当な位置2箇所に針金を取り付ける。防腐剤を内面に塗った皮を胴芯にかぶせ、頭部、眼窩内剥皮内面には生麩糊を固く煮たものにキリの大鋸屑を混ぜ、少量の石膏末、ホルマリンを混ぜて、手に粘つかない程度に練った充填物を詰めてから、腹部を縫合して義眼を入れ台を取り付け、鰭はボール紙で挟み乾燥する。乾燥後装飾台に取り付け、全体にゼラチンを塗布する。魚類では半面のみの剥製法もあり、これはあらかじめ作った雛形に魚皮をなじませて石膏を流し込んで作る。
フグやハリセンボンなど、皮だけの状態を膨らませた後に乾燥させた民芸品のことをふぐ提灯と呼ばれ、剥製の一種としてみなされる。本物の提灯の内輪に帽子を模した飾りや、照明が入ったものもみられる。構造が単純であるため、自作することが容易である。

### 爬虫類

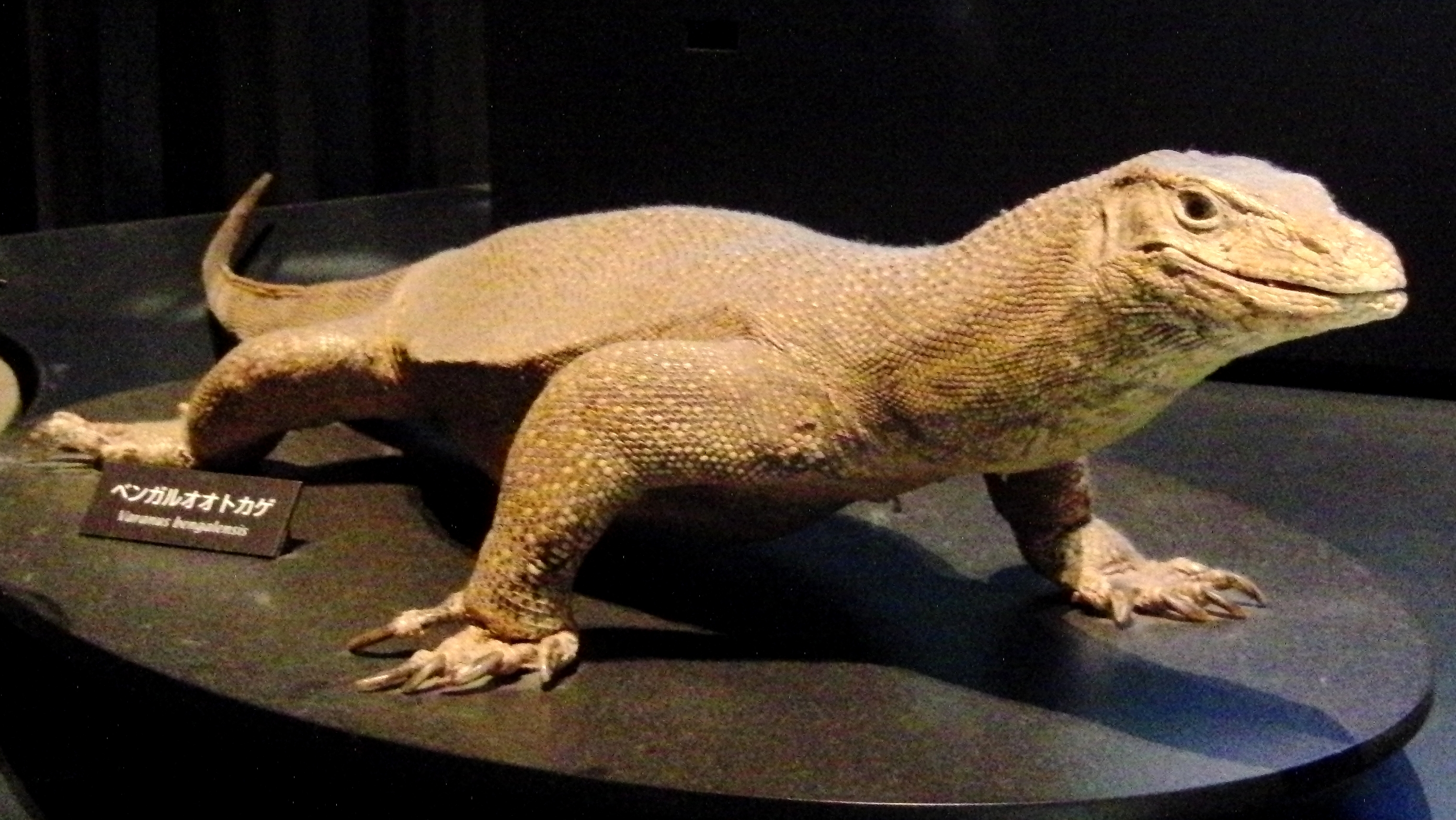
ベンガルオオトカゲの剥製（国立科学博物館）

#### 蛇類
尾端を少し切開し、皮を剥ぎ、口の周囲を剥いで頭骨からまる剥ぎするが、大型では胸部から尾端まで切開し剥皮する。頭部は石膏で作り、胴芯は針金に麻綿を巻いて作り、少量の石膏末を和した生麩を作り、あらかじめ30倍のホルマリンに数時間ないし一両日浸漬した皮をかぶせて縫合する。

#### 亀鼈類
腹甲中央を鋸で切開し、前肢、後肢、頭部の順にピンセット、やっとこなどで骨を挟んで引き出し、肉を取り去り、尾部は腹面を切開し肉を取り、ホルマリン30%に数時間浸したのち尾部と頸部に芯を入れ、その針金をよりあわせ、四肢に粘土を詰め、足裏から差し込んだ針金を甲内でつなぎ固定し、甲内に木綿、麻綿にナフタリンを混ぜたものを入れ、切開した甲は石膏で固着し台に取り付ける。大型は腹甲をとりはずし、四肢、頭部、尾部などは腹面で切開し、肉、骨を除く。

#### 海亀類
脂肪が多いため大鋸屑でぬぐい取るが、それでも取れないときはさらし粉、水酸化ナトリウムなどで洗う。

### 架空の動物

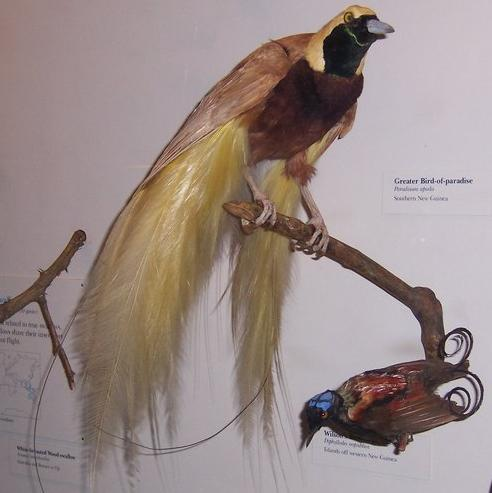
オオフウチョウの剥製（フィールド自然史博物館）

実在しない動物の剥製もある。たとえば人魚の剥製とか、鼻行類の剥製などが実際に存在する。これらは、古くから伝えられた由緒正しいものもあるが、普通は他の動物の部分を継ぎ合わせて作られたものである。人魚の剥製は日本でも例があるが、サルの上半身に魚を継ぎ合わせたものである。アフリカで野生動物を狩ることが普通に行われた頃には、獲物を大きく見せるために複数個体を継ぎ合わせたりすることがあったらしい。
このような事実があったために、カモノハシの発見の際には、もたらされた標本が信用されなかったという。例えばカワウソのような動物にアヒルの様な鳥類の嘴を継ぎ合わせたと疑われたらしい。当時はDNA鑑定などの技術も存在しておらずこの様な方面から真偽を調べる事もできなかった為、剥製標本を見ただけでその真偽について簡単に判断する事はできなかったのである。
架空では無いが、極楽鳥（オオフウチョウ）においては、飾り羽を他の極楽鳥から移植し、3羽分程度の飾り羽で派手に見せるのが普通である。

## 規制
日本の国内法や国際条約に基づき、剥製の作製・剥製標本対象や剥製完成品の収受について、希少動物保護や防疫・環境保護の観点から、各種の規制が設けられている。

### 鳥獣保護法
鳥獣保護法（平成14年法律第88号）に基づき、日本国内において保護鳥獣を捕獲して剥製にする場合、各都道府県自然保護課経由で申請し、都道府県知事から捕獲許可を、捕獲した標本対象を収受する場合には知事からその標本対象の拾得・取得証明などを受けなければならない。

### 外来生物法
外来生物法（平成16年法律第78号）に基づき、たとえ輸入後に屠して剥製標本を作製することが目的であっても、同法が指定する種の動物を生体のまま国内に持ち込んではならない。

### 家畜伝染病予防法
家伝法（平成17年法律第102号）に基づき、一部の剥製の輸入に際しては、輸出国政府機関（検疫機関）による検査証明書が必要となる。また、輸入後に屠して剥製標本を作製することが目的であっても、生体として輸入する場合には、検疫証明はもとより、原産国において適法に捕獲された動物であるという証明書、もしくは原産国政府機関が発行する輸出許可証明書が必要となる。

### ワシントン条約
ワシントン条約（CITES）（昭和55年条約第25号）において規定された種の動物については、特別の許可を得た場合を除き、生体のみならず、たとえ剥製の完成品ないし製作途上品であっても輸出入・収受をすることができない。

### 絶滅のおそれのある野生動植物の種の保存に関する法律
ワシントン条約の国内法である、種の保存法（平成4年法律第75号）に基づき、原則として、ワシントン条約付属書Iで指定された種は、絶滅のおそれがある種として指定を受けており、剥製の輸入等の国際取引だけでなく、個体登録を受けずに、国内で譲渡することも禁止されている。付属書II、IIIで指定された種は、国際取引については一定の規制があるが、国内取引の規制はなされていない。

## 剥製師・剥製の会社
- カール・アケリー（英語版） - 近代剥製の父と呼ばれる剥製師。本物そっくりの動きを再現する展示を行った。
- Deyrolle（英語版） - パリにある昆虫標本や剥製、教育用のアイテムを販売する会社。
- ジョン・エドモンストーン（英語版） ‐ 19世紀のエディンバラで剥製を製造していた。博物学者のチャールズ・ダーウィンなど多くの人物へ剥製の技術を伝授した。